# Episodi di Inuyasha (seconda stagione)
La seconda stagione dell'anime Inuyasha (犬夜叉?, InuYasha) comprende gli episodi dal ventisette al cinquantadue, per un totale di 26 episodi. La regia generale è a cura di Masashi Ikeda fino all'episodio 44, e di Yasunao Aoki a partire dal 45, e sono prodotti da Yomiuri TV e Sunrise. Gli episodi sono adattati dal manga omonimo di Rumiko Takahashi, e più precisamente agli eventi narrati dal capitolo 95 al 187 dei volumi 10-19. In questa seconda stagione, viene narrato l'epilogo di Kohaku e l'entrata in scena di personaggi come Rin, Koga, Kagura, Kanna e Totosai, nonché le rivelazioni sulle spade Tessaiga e Tenseiga e sulla natura demoniaca di Inuyasha.
È andata in onda in Giappone dal 21 maggio al 26 novembre 2001 su Yomiuri TV, mentre l'edizione italiana è stata trasmessa su MTV dal 30 marzo al 28 dicembre 2004.

## Lista episodi
La prima numerazione degli episodi è quella dell'intera serie. La seconda è la numerazione della sola seconda stagione.
| N° | N° | Titolo italiano Giapponese 「Kanji」 - Rōmaji | In onda           | In onda          |
| N° | N° | Titolo italiano Giapponese 「Kanji」 - Rōmaji | Giapponese        | Italiano         |
| 27 | 1  | La divinità dell'acqua che domina il lago oscuro 「水神が支配する闇の湖」 - Suijin ga shihaisuru yami no mizūmi | 21 maggio 2001    | 30 marzo 2004    |
| 27 | 1  | In un villaggio gli abitanti offrono in sacrificio i propri bambini alla Divinità dell'Acqua. Quando la divinità sceglie come vittima sacrificale il figlio del re, Taromaru, il sire decide di scambiare il figlio con un altro bambino, Suekichi, ma il piccolo principe non vuole assolutamente che ciò accada e allora "assolda" il gruppo di Inuyasha, dove ora si è unita anche Sango, per uccidere la Divinità e liberare il villaggio. Dopo varie peripezie, viene liberata la vera dea dell'acqua, che grazie ad Inuyasha e Sango e alla collaborazione di Taromaru, riesce a riprendere possesso della sua alabarda sacra sottomettendo il demone, risucchiato infine dal vortice del vento di Miroku. |                   |                  |
| 28 | 2  | Una crudele trappola per Miroku 「過酷な罠にかかった弥勒」 - Kakokuna wana ni kakatta Miroku | 28 maggio 2001    | 6 aprile 2004    |
| 28 | 2  | Miroku viene attratto da una donna che ben presto si rivela essere una mantide gigantesca che ha divorato le enteriora di una donna. Il monaco la risucchia nel suo foro del vento, ma le fauci della mantide gli infliggono delle ferite sul palmo della mano. Miroku allora si dirige nel suo villaggio natale dal maestro Mushin, l'uomo che lo ha cresciuto da piccolo dopo la morte del padre, risucchiato dalla maledizione del Vortice del Vento. Incosciente però di cadere in una trappola di Naraku, infatti un demone grazie ad un Kodochu prende possesso del corpo di Mushin e tenta di uccidere Miroku. Il gruppo di Inuyasha, arriva sul posto, e con qualche difficoltà riescono ad uccidere il demone, inoltre Inuyasha riesce ad usare per la prima volta il vero potere di Tessaiga. Miroku però avendo aperto il vortice con la ferita, ha dilatato il foro, accorciandosi la vita. |                   |                  |
| 29 | 3  | L'agonia di Sango e la vita di Kohaku 「珊瑚の苦悩と琥珀の命」 - Sango no kunō to kohaku no inochi | 4 giugno 2001     | 13 aprile 2004   |
| 29 | 3  | Naraku dopo aver visto il potere di Tessaiga, in grado di distruggere cento avversari con un solo fendente, decide di inviare come nemico Kohaku, recuperato da Naraku prima che morisse, grazie ad un frammento della sfera che lo mantiene sospeso tra la vita e la morte con la memoria azzerata. Manipolato come un burattino, Kohaku stermina un intero villaggio, quando Sango lo raggiunge e scopre come stanno le cose, Naraku le propone un patto: la vita di Kohaku in cambio di Tessaiga. |                   |                  |
| 30 | 4  | Tessaiga contro il palazzo di Naraku 「盗まれた鉄砕牙 対決 奈落の城！」 - Nusumareta Tessaiga taiketsu Naraku no shiro! | 11 giugno 2001    | 20 aprile 2004   |
| 30 | 4  | Sango si trova costretta a tradire il gruppo rubando Tessaiga, però arrivata al palazzo di Naraku tenta di combatterlo senza successo, allora Naraku manipola Kohaku affinché sia lui ad uccidere la sterminatrice, o viceversa, per inquinare ancora di più i quattro spiriti di rancore e malvagità. Inuyasha e gli altri intervengono, ma Naraku li circonda con una nube di miasma velenoso, allora Kagome con una freccia sacra riesce a devastare il corpo di Naraku mettendolo in fuga; quest'ultimo capisce che ella è la reincarnazione di Kikyo. |                   |                  |
| 31 | 5  | Il gentile e ineffabile Jinenji 「心優しき哀愁の地念児」 - Kokoroyasashiki aishū no jinenji | 18 giugno 2001    | 27 aprile 2004   |
| 31 | 5  | Per curare le intossicazioni del miasma di Naraku, Inuyasha e Kagome si recano nel villaggio di Jinenji; un mezzo-demone ritenuto dai paesani come il responsabile di alcune uccisioni. In realtà Jinenji nonostante l'aspetto è di buon cuore e non ha nemmeno il coraggio di fronteggiare degli umani facendosi difendere dalla sua anziana madre. Inuyasha, compatisce Jinenji perché lui in quanto mezzo-demone ha passato un'infanzia simile, scopre quindi chi è il vero demone colpevole che si rivela proprio mentre i paesanti tentano di uccidere Jinenji; quest'ultimo per la prima volta usa la forza e uccide il demone conquistandosi il rispetto della gente. |                   |                  |
| 32 | 6  | Kikyo e Inuyasha insieme nella malvagità 「邪気に落ちた桔梗と犬夜叉」 - Jaki ni ochita Kikyō to Inuyasha | 25 giugno 2001    | 4 maggio 2004    |
| 32 | 6  | Dopo una strana pioggia di sangue, il gruppo di Inuyasha viene attirato in una grotta dove dei demoni si stanno scontrando. Miroku capisce che si tratta di un Kodoku; un'arte magica che consiste nel far scontrare demoni in un luogo isolato il cui vincitore si fonde a tutti gli altri. Si tratta di un piano di Naraku per rigenerare il suo corpo. Intanto Kikyo fa visita al principe Kagewaki, ovvero Naraku, e poi si dirige anche lei alla grotta. Mentre Inuyasha combatte contro il demone rischiando ingenuamente di fondersi a lui, Kikyo con una freccia sacra interrompe la maledizione, permettendo però a Naraku di ottenere il nuovo corpo. |                   |                  |
| 33 | 7  | Naraku e il doppio gioco di Kikyo 「囚われた桔梗と奈落」 - Torawareta Kikyō to Naraku | 2 luglio 2001     | 11 maggio 2004   |
| 33 | 7  | Naraku è riuscito a rigenerare il corpo e rapisce Kikyo che però sta bramando un doppio gioco. Il gruppo di Inuyasha alla ricerca di Naraku viene isolato da un'arte illusoria assassina (Geneisatsu) alla quale solo Kagome né è immune e si avvicina a Kikyo; quest'ultima strappa la sfera di dosso a Kagome rischiando anche di ucciderla, e la consegna a Naraku rivelando che lui è solo un mezzo-demone e che vuole usare il potere dei quattro spiriti per diventare un demone completo. Kikyo in realtà vuole attendere che Naraku raduni tutti i frammenti per poi ucciderlo con la sfera stessa. |                   |                  |
| 34 | 8  | Tessaiga e Tenseiga 「天生牙と鉄砕牙」 - Tenseiga to Tessaiga | 9 luglio 2001     | 18 maggio 2004   |
| 34 | 8  | Totosai, il fabbro spadaio di Tessaiga, raggiunge Inuyasha per assicurarsi che lui sia degno di maneggiare la spada e per capire il motivo per cui non riesce a sferrare la tecnica segreta. Intanto Sesshomaru commissiona allo stesso Totosai una nuova spada dal momento che lui non può toccare Tessaiga, il fabbro si rifiuta, visto che ha già creato su richiesta del Grande Demone Cane una katana per Sesshomaru; Tenseiga. Questa spada però ha solo il potere di guarire le ferite e di resuscitare i morti, e non può in nessun modo ferire. |                   |                  |
| 35 | 9  | Il vero padrone che una spada sceglie di avere 「名刀が選ぶ真の使い手」 - Meitō ga erabu shin no tsukai te | 16 luglio 2001    | 25 maggio 2004   |
| 35 | 9  | Sesshomaru si attacca il braccio di un drago con il proposito di distruggere Tessaiga e affronta nuovamente Inuyasha. Il mezzo-demone ancora una volta in difficoltà contro il fratello, si ritrova momentaneamente accecato dal veleno, e riesce finalmente a percepire la Cicatrice del Vento (Kaze no Kizu) e a sferrare il colpo sconfiggendo Sesshomaru che a sua volta però viene salvato dalla barriera di Tenseiga. Nel frattempo Koga della Tribù Yoro stermina un villaggio, in cui abitava una bambina di nome Rin che in precedenza aveva fatto visita a Sesshomaru. Il demone cane trova il cadavere di Rin uccisa da i lupi, e decide di provare su di lei il potere di Tenseiga riportandola in vita. |                   |                  |
| 36 | 10 | Il rapimento di Kagome. Koga il velocissimo demone lupo 「かごめ略奪！ 超速の妖狼 鋼牙」 - Kagome ryakudatsu! Chōsoku no yōrō Kōga! | 23 luglio 2001    | 1º giugno 2004   |
| 36 | 10 | Koga della Tribù Yoro si scontra con Inuyasha, ma grazie al suo istinto prevede il pericolo della Cicatrice del Vento e fugge ma non prima di essersi accorto della percezione dei frammenti di Kagome; Koga infatti possiede un frammento nel braccio e due nelle gambe. Il demone-lupo con uno stratagemma rapisce Kagome (assieme a Shippo) con il proposito di farla diventare la sua donna, trovare altri frammenti, e sconfiggere le Paradisee, demoni con cui la Tribù è in guerra da sempre. |                   |                  |
| 37 | 11 | Quel tizio si è innamorato di Kagome 「かごめに惚れたあいつ」 - Kagome ni horeta aitsu | 30 luglio 2001    | 8 giugno 2004    |
| 37 | 11 | La Tribù Yoro inizia a scontrarsi con le Paradisee, e Kagome decide di aiutare Koga ad individuare il capo degli uccelli del paradiso, possessore di un frammento. Intanto arrivano anche Inuyasha e gli altri. Koga viene sconfitto dal capo e perde il frammento, Inuyasha allora sfodera la Cicatrice del Vento e sconfigge la paradisea. |                   |                  |
| 38 | 12 | Anche a distanza quei due si vogliono bene 「はなれて通うふたりの気持ち」 - Hanarete kayō futari no kimochi | 6 agosto 2001     | 15 giugno 2004   |
| 38 | 12 | Kagome torna nella sua era in seguito ad un litigio con Inuyasha, scaturito dalla gelosia di lui, dopo che lei ha lasciato che Koga ferito fuggisse. |                   |                  |
| 39 | 13 | Complotto per il combattimento fatale 「仕組まれた死闘」 - Shikumareta shitō | 13 agosto 2001    | 22 giugno 2004   |
| 39 | 13 | Molti membri delle Tribù Yoro vengono attirati in un palazzo feudale venuti a conoscenza della presenza di numerosi frammenti della Sfera dei Quattro Spiriti. Anche il gruppo di Inuyasha viene attirato al castello seguendo un frammento che era custodito nel corpo di un demone-orso poi trasportato via dai Saimyosho. Arrivati al castello, una donna chiamata Kagura uccide tutti i membri Yoro, e con la sua arte di muovere i cadaveri attira Koga donandogli un falso frammento della sfera e fa in modo che Inuyasha sembri il colpevole delle uccisioni. |                   |                  |
| 40 | 14 | La seducente trappola di Kagura, signora del vento 「風使い神楽の妖艶なる罠」 - Kazetsukai Kagura no yōennaru wana | 20 agosto 2001    | 5 ottobre 2004   |
| 40 | 14 | Koga in preda all'ira attacca Inuyasha potenziato dal falso frammento e riesce a rompergli un braccio privandolo della spada e poi mettendolo al tappeto credendo di averlo ucciso. A questo punto entra in scena Kagura che rivela la verità, e Koga è ormai in preda all'effetto del veleno del falso frammento mentre Sango e Miroku combattono con un simulacro di Naraku. Inuyasha si alza e con un braccio solo tenta di scagliare la Cicatrice del Vento, ma il vento di Kagura lo contrasta; solo con l'aiuto di Kagome riesce a generare la tecnica mettendo in fuga la donna. Kagura in realtà è un'emanazione di Naraku creata con il pezzo della Sfera incompleta, e lui tiene in scacco la sua vita avendo separato dal suo corpo il cuore. |                   |                  |
| 41 | 15 | La danza di Kagura e lo specchio di Kanna 「神楽の舞と神無の鏡」 - Kagura no mai to kanna no kagami | 27 agosto 2001    | 12 ottobre 2004  |
| 41 | 15 | Miroku ritrova Koharu, una ragazza che 3 anni prima aveva aiutato. Naraku invia Kanna e Kagura ad attaccare il gruppo. Kanna, essendo un demone dell'evanescenza, non ha né fisicità né odore, perciò nessuno del gruppo la nota, e indisturbata con il suo specchio risucchia le anime della gente del villaggio, quella di Koharu, e una parte dell'anima di Kagome. Il suo specchio inoltre respinge l'Hiraikotsu di Sango. |                   |                  |
| 42 | 16 | La cicatrice del vento è stata squarciata 「破られた風の傷」 - Yaburareta kaze no kizu | 3 settembre 2001  | 19 ottobre 2004  |
| 42 | 16 | Inuyasha e Kagura si battono, il mezzo-demone si trova di nuovo in difficoltà non riuscendo a generare la Cicatrice del Vento a causa della corrente ostile dell'avversaria, ma ad un certo punto il vento si indebolisce per volontà della donna e Inuyasha sferra la tecnica che viene respinta dallo specchio di Kanna, e Inuyasha ne rimane quasi ucciso. A questo punto Naraku entra in scena e spiega che ha ricevuto da Kikyo il pezzo di sfera e ha creato così le due emanazioni. Kagome con la sua freccia riesce a far liberare le anime imprigionate nello specchio, e Miroku mette in fuga il gruppo di Naraku. |                   |                  |
| 43 | 17 | La distruzione di Tessaiga 「ついに折れた鉄砕牙！」 - Tsuini oreta Tessaiga! | 10 settembre 2001 | 26 ottobre 2004  |
| 43 | 17 | Goshinki, la terza emanazione di Naraku, fa la sua apparizione attirando il gruppo divorando la gente di un villaggio. Inuyasha inizia a lottare, ma il demone si rivela agilissimo nonostante la stazza, ed in grado di prevedere le mosse grazie al potere di leggere nel pensiero. Inuyasha tenta di distruggerlo con la Cicatrice del Vento, ma Goshinki afferra Tessaiga con le sue zanne e la spezza in due. Quando il gruppo sembra ormai spacciato, Inuyasha si trasforma in demone e uccide Goshinki a mani nude. |                   |                  |
| 44 | 18 | La pericolosa spada di Kaijinbo 「灰刃坊の邪悪な剣」 - Kaijinbō no jaakuna tsurugi | 17 settembre 2001 | 2 novembre 2004  |
| 44 | 18 | Inuyasha va da Totosai a farsi riparare Tessaiga. Intanto Sesshomaru recupera le zanne di Goshinki e le porta dal fabbro Kaijinbo chiedendogli di creare una spada per lui; Tōkijin. Kaijinbo viene posseduto dalla spada e va a combattere con Inuyasha, al momento in forma umana e appena in tempo riceve Tessaiga riparata, una volta arrivata l'alba, trasforma la spada, ma stranamente questa è pesantissima, per fortuna Kaijinbo non è abile con la katana e quindi il mezzo-demone riesce comunque a tenergli testa. Totosai spiega che la pesantezza è dovuta all'aggiunta della zanna di Inuyasha. |                   |                  |
| 45 | 19 | Sesshomaru impugna Tokijin 「殺生丸、闘鬼神を振るう」 - Sesshōmaru, tōkijin o furū | 8 ottobre 2001    | 9 novembre 2004  |
| 45 | 19 | Inuyasha si trova in difficoltà a causa della pesantezza della spada ma riesce comunque a sconfiggere Kaijinbo, ma la spada rimane sul terreno perché protetta dall'aura demoniaca. Totosai spiega che adesso Tessaiga è stata forgiata con una zanna di Inuyasha e che quindi ha perso la protezione del padre, inoltre viene rivelato che quando perde la spada in una situazione di vita o di morte, prende il sopravvento il suo lato demoniaco per istinto di conservazione. Dopo un po' arriva Sesshomaru che impugna Tokijin e la testa proprio su Inuyasha, che privato della spada si trasforma di nuovo, allora Totosai e gli altri portano via il mezzo-demone. Kagura si rende conto che Sesshomaru potrebbe liberarlo da Naraku. |                   |                  |
| 46 | 20 | Juromaru e Kageromaru 「獣郎丸と影郎丸」 - Jūrōmaru to Kagerōmaru | 15 ottobre 2001   | 16 novembre 2004 |
| 46 | 20 | Koga viene in contatto con la quarta emanazione di Naraku; Juromaru. Anche Inuyasha si unisce allo scontro ma ancora con Tessaiga appesantita. Dallo stomaco di Juromaru esce Kageromaru equilibrando il combattimento. |                   |                  |
| 47 | 21 | Naraku e lo spirito di Onigumo 「奈落に残る鬼蜘蛛の心」 - Naraku ni nokoru onigumo no kokoro | 22 ottobre 2001   | 23 novembre 2004 |
| 47 | 21 | Kikyo fa notare a Naraku che egli le fa sempre visita e non riesce mai ad ucciderla perché in lui è ancora presente lo spirito di Onigumo che prova sentimenti per la sacerdotessa. Naraku allora usa Sfera incompleta per creare la sesta emanazione; lo Shinidamachu Gigante. Questa nuova creatura si ciba delle anime dei morti di Kikyo. Inuyasha interviene per salvarla e dichiara di amare ancora la sacerdotessa; intanto Kagome vede tutta la scena. |                   |                  |
| 48 | 22 | Ritorno ai luoghi del primo incontro 「出会った場所に帰りたい!」 - Deatta basho ni kaeritai! | 29 ottobre 2001   | 30 novembre 2004 |
| 48 | 22 | Kagome sconvolta torna nella sua epoca, e Inuyasha si trova a decidere di abbandonare per sempre Kagome, per il debito di vita che ha con Kikyo. Kagome indugia a tornare nell'era feudale poiché in caso di separazione, dovrebbe restituire i frammenti ed in quel caso non potrebbe mai più tornare. La ragazza medita vicino al Goshinboku e si rende conto di essersi innamorata di Inuyasha ma che il dolore è così grande da non averlo mai voluto conoscere. D'altra parte Inuyasha, rimasto nell'epoca Sengoku, si dichiara convinto della propria scelta, ma una discussione con Miroku, Shippo e Sango evidenzia come, in realtà, neanche il mezzodemone sia davvero pronto a dire addio a Kagome. Alla fine, Kagome torna nell'epoca Sengoku e chiede a Inuyasha se può rimanere per sempre con lui nonostante la consapevolezza dei suoi sentimenti verso Kikyo.                           |                   |                  |
| 49 | 23 | La memoria perduta di Kohaku 「失われた琥珀の記憶」 - Ushinawareta Kohaku no kioku | 5 novembre 2001   | 7 dicembre 2004  |
| 49 | 23 | Sango e gli altri ritrovano Kohaku apparentemente libero dal controllo di Naraku, seppur privo di memoria, mentre viene inseguito da alcuni demoni che bramavano il suo frammento di sfera, ma Inuyasha è convinto si tratti di una trappola e litiga con Sango. Kagura assieme ad una moltitudine di demoni attaccano il gruppo per recuperare il frammento, ma si tratta solo di un diversivo per isolare Kagome e farla uccidere da Kohaku ancora sotto l'influsso di Naraku. |                   |                  |
| 50 | 24 | Il suo volto non vuol lasciare il mio cuore 「あの顔が心から消えない」 - Ano kao ga kokoro kara kienai | 12 novembre 2001  | 14 dicembre 2004 |
| 50 | 24 | Dopo che il tempietto vuoto viene distrutto, Miroku, si accorge che in realtà sono Kagura e i suoi demoni che tentano di trattenerli sul posto e non il contrario, così risucchia tutti i demoni di Kagura con il foro del vento avvelenandosi con gli insetti velenosi dando la possibilità a Inuyasha di andare. Kohaku ferisce Kagome, ma sembra riuscire a trattenersi dalla volontà di Naraku. Sango interviene con la decisione di uccidere Kohaku e poi togliersi la vita, Inuyasha la ferma in tempo, perché conscio che nel giovane sterminatore vi è ancora un barlume di umanità. Naraku recupera Kohaku grazie all'intervento di Kagura e gli azzera di nuovo la memoria, ma il ragazzo mantiene nella sua mente il volto della sorella. |                   |                  |
| 51 | 25 | La furia demoniaca di Inuyasha 「心を喰われた犬夜叉」 - Kokoro wo kuwa re ta Inuyasha | 19 novembre 2001  | 21 dicembre 2004 |
| 51 | 25 | Una banda di briganti assale un villaggio, Miroku ed Inuyasha intervengono ma ne hanno la peggio contro Gatenmaru, il capo dei criminali, essendo lui in realtà un demone-falena, e inoltre Inuyasha risente ancora della pesantezza di Tessaiga. Il mezzo-demone ed il monaco vengono rinchiusi in un bozzolo velenoso. Nel frattempo Sesshomaru si rivolge a Bokuseno, l'albero di magnolia usato per creare l'else di Tessaiga e Tenseiga, che gli spiega che il sangue demoniaco di Inuyasha prende il sopravvento quando si trova in pericolo privato della spada. |                   |                  |
| 52 | 26 | L'inarrestabile aspetto del demone 「止められない！ 妖怪の本性」 - Tomerareni! yōkai no hōnsho | 26 novembre 2001  | 28 dicembre 2004 |
| 52 | 26 | Nel guardare le atrocità di Gatenmaru ed essendo separato da Tessaiga, Inuyasha si trasforma e uccide facilmente il demone-falena per poi scagliarsi su i banditi uccidendoli uno dopo l'altro. Solo l'arrivo di Sesshomaru che dopo aver atterrato il fratello spiega che per farlo rinsavire dalla trasformazione è sufficiente avvicinargli Tessaiga. |                   |                  |